# Segunda División de Chile 1993
El Campeonato Nacional de Fútbol de Segunda División de 1993 fue el 42° torneo disputado de la segunda categoría del fútbol profesional chileno, con la participación de 16 equipos. El torneo se jugó en dos ruedas con un sistema de todos-contra-todos.
El campeón fue Rangers, que consiguió el ascenso a Primera División, junto al subcampeón Cobresal y a Regional Atacama, este último a través de la Liguilla de Promoción.

## Relevos
| Pos.  | a Primera División 1993 |
| ----- | ----------------------- |
| 1.º   | Provincial Osorno       |
| 2.º   | Deportes Iquique        |
| Prom. | Deportes Melipilla      |

| Pos. | a Segunda División |
| ---- | ------------------ |
| 1.º  | Ñublense           |

| Pos.  | a Segunda División |
| ----- | ------------------ |
| Prom. | Cobresal           |
| 15.º  | Fernández Vial     |
| 16.º  | Huachipato         |

| Pos. | a Tercera División 1993 |
| ---- | ----------------------- |
| 16.º | Iberia                  |

## Equipos
| Equipo                | Ciudad       |
| --------------------- | ------------ |
| Audax Italiano        | Santiago     |
| Cobresal              | El Salvador  |
| Colchagua             | San Fernando |
| Deportes Arica        | Arica        |
| Deportes Puerto Montt | Puerto Montt |
| Fernández Vial        | Concepción   |
| Huachipato            | Talcahuano   |
| Lota Schwager         | Coronel      |
| Magallanes            | Santiago     |
| Ñublense              | Chillán      |
| Rangers               | Talca        |
| Regional Atacama      | Copiapó      |
| Santiago Wanderers    | Valparaíso   |
| Unión La Calera       | La Calera    |
| Unión San Felipe      | San Felipe   |
| Unión Santa Cruz      | Santa Cruz   |

## Clasificación
| Pos. | Equipo                | Pts. | PJ | G  | E  | P  | GF | GC | Dif. | Clasificación 1994           |
| ---- | --------------------- | ---- | -- | -- | -- | -- | -- | -- | ---- | ---------------------------- |
| 1    | Rangers (C, A)        | 42   | 30 | 19 | 4  | 7  | 50 | 18 | +32  | Asciende a Primera División  |
| 2    | Cobresal (A)          | 40   | 30 | 15 | 10 | 5  | 40 | 20 | +20  | Asciende a Primera División  |
| 3    | Regional Atacama      | 38   | 30 | 14 | 10 | 6  | 45 | 24 | +21  | Liguilla de promoción        |
| 4    | Deportes Arica        | 37   | 30 | 15 | 7  | 8  | 43 | 38 | +5   | Liguilla de promoción        |
| 5    | Huachipato            | 36   | 30 | 14 | 8  | 8  | 40 | 31 | +9   |                              |
| 6    | Audax Italiano        | 33   | 30 | 12 | 9  | 9  | 40 | 33 | +7   |                              |
| 7    | Santiago Wanderers    | 31   | 30 | 11 | 9  | 10 | 42 | 36 | +6   |                              |
| 8    | Unión Santa Cruz      | 29   | 30 | 12 | 5  | 13 | 43 | 37 | +6   |                              |
| 9    | Unión San Felipe      | 28   | 30 | 11 | 6  | 13 | 39 | 47 | −8   |                              |
| 10   | Colchagua             | 27   | 30 | 6  | 15 | 9  | 23 | 30 | −7   |                              |
| 11   | Ñublense              | 27   | 30 | 9  | 9  | 12 | 28 | 38 | −10  |                              |
| 12   | Lota Schwager         | 26   | 30 | 8  | 10 | 12 | 31 | 36 | −5   |                              |
| 13   | Fernández Vial        | 26   | 30 | 10 | 6  | 14 | 41 | 52 | −11  |                              |
| 14   | Deportes Puerto Montt | 21   | 30 | 9  | 3  | 18 | 40 | 56 | −16  |                              |
| 15   | Unión La Calera       | 20   | 30 | 6  | 8  | 16 | 29 | 51 | −22  |                              |
| 16   | Magallanes (D)        | 15   | 30 | 6  | 7  | 17 | 38 | 65 | −27  | Desciende a Tercera División |

 Fuente: Solofútbol

## Liguilla de Promoción
Los 4 equipos que participaron en esa liguilla, jugaron en una sola sede, en este caso en Coquimbo y lo disputaron en un formato de todos contra todos en 3 fechas. Los 2 ganadores jugarán en Primera División para el año 1994, mientras que los 2 perdedores jugarán en Segunda División.
| Pos. | Equipo                 | Pts. | PJ | G | E | P | GF | GC | Dif. | Clasificación 1994 |
| ---- | ---------------------- | ---- | -- | - | - | - | -- | -- | ---- | ------------------ |
| 1    | Regional Atacama (A)   | 4    | 3  | 1 | 2 | 0 | 4  | 1  | +3   | Primera División   |
| 2    | Coquimbo Unido         | 4    | 3  | 1 | 2 | 0 | 5  | 3  | +2   | Primera División   |
| 3    | Deportes Melipilla (D) | 3    | 3  | 1 | 1 | 1 | 3  | 4  | −1   | Segunda División   |
| 4    | Deportes Arica         | 1    | 3  | 0 | 1 | 2 | 4  | 8  | −4   | Segunda División   |

 Fuente: Goles son amores
Fecha 1
| 13 de enero de 1994 | Regional Atacama | 0:0 | Deportes Melipilla | Estadio Sánchez Rumoroso, Coquimbo |  |

| 13 de enero de 1994 | Coquimbo Unido                   | 2:2 (1:0) | Deportes Arica                     | Estadio Sánchez Rumoroso, Coquimbo |  |
|                     | Juan Manos Locas 5' · Glaría 75' |           | 67' Carlos Zúñiga · 87' Eloy Ortiz |                                    |  |

Fecha 2
| 16 de enero de 1994 | Regional Atacama  | 3:0 (0:0) | Deportes Arica | Estadio Sánchez Rumoroso, Coquimbo |  |
|                     | Fre 53', 74', 86' |           |                |                                    |  |

| 16 de enero de 1994 | Coquimbo Unido                  | 2:0 (2:0) | Deportes Melipilla | Estadio Sánchez Rumoroso, Coquimbo |  |
|                     | Juan Carlos Araya 2' · Pajón 5' |           |                    |                                    |  |

Fecha 3
| 18 de enero de 1994 | Deportes Melipilla  | 3:2 (1:1) | Deportes Arica           | Estadio Sánchez Rumoroso, Coquimbo |  |
|                     | Araya 15', 54', 85' |           | 40' Hurtado · 64' Prieto |                                    |  |

| 18 de enero de 1994 | Coquimbo Unido | 1:1 (1:0) | Regional Atacama | Estadio Sánchez Rumoroso, Coquimbo |  |
|                     | Esparza 34'    |           | 46' Castillo     |                                    |  |

- Regional Atacama ascendió a la Primera División para el año 1994 y Deportes Melipilla descendió a la Segunda División, para el mismo año mencionado. En tanto, Coquimbo Unido y Deportes Arica, mantienen sus puestos en sus respectivas categorías, para ese mencionado año.